# Håkan Svensson (fotbollsspelare)
Alf Tommy Håkan Svensson, född 20 januari 1970 i Halmstad, är en svensk tidigare fotbollsmålvakt.

## Karriär
Håkan Svensson växte upp i Rydöbruk i Hylte kommun. Svensson spelade under många år i Halmstads BK där han gjorde 13 säsonger och blev svensk mästare två gånger, 1997 och 2000. Han var under många år en av Allsvenskans bästa målvakter och utnämndes 2000 till årets målvakt. Samma år blev han den målvakt som hållit nollan längst i Allsvenskan efter att ha spelat 808 minuter utan att släppa in något mål. Svensson prövades i landslaget men har där mest blivit ihågkommen för den misslyckades landskampen mot Spanien i Vigo då Sverige förlorade med 0-4 i Tommy Söderbergs första landskamp som förbundskapten. 
2003 lämnade han Halmstads BK för då storsatsade AIK, men utan att kunna vinna några nya titlar. När AIK lämnade Allsvenskan 2004 valde de att inte förlänga kontraktet varpå Svensson spelade en tid på Cypern. Comeback i Allsvenskan skedde sommaren 2005 då Svensson värvades av IF Elfsborg efter att förstemålvakten Johan Wiland skadats. Svensson blandade och gav och lämnade efter säsongen Elfsborg. De flesta trodde nog att hans karriär som spelare var över, men strax innan den allsvenska säsongen 2006 skrev han på ett kontrakt med BK Häcken. Det var tänkt att han skulle träna med klubben 1-2 gånger i veckan för att hålla igång och endast spela om förstamålvakten Christoffer Källqvist skadade sig, då reservmålvakten Alexander Hysén ansågs för ung för detta. Ironiskt nog var dock Källqvist borta inför den allsvenska premiären och Håkan Svensson fick ta plats i målburen. Under sommaren samma år värvades han av Malmö FF som nyligen sålt andramålvakten Mattias Asper och snabbt behövde en ersättare.
Efter säsongen 2007 avslutade Svensson sin spelarkarriär och blev istället assisterande tränare i Superettanlaget Falkenbergs FF. Han är också fotbollslärare på idrott- & hälsa-programmet på John Bauergymnasiet i Värnamo, där han är målvaktstränare och assisterande tränare åt Jonas Thern.

## Meriter
- 4 A-landskamper
- Svensk mästare 1997, 2000
- Svensk cupmästare 1995